# Austin Toros 2005-2006
La stagione 2005-06 degli Austin Toros fu la 5ª nella NBA D-League per la franchigia, la prima dopo il trasferimento ad Austin.
Gli Austin Toros arrivarono sesti nella NBA D-League con un record di 24-24, non qualificandosi per i play-off.

## Roster
| N° | Naz.                   | Ruolo | Sportivo          | Anno | Alt. | Peso |
| -- | ---------------------- | ----- | ----------------- | ---- | ---- | ---- |
|    | Stati Uniti (bandiera) | P     | Quannas White     | 1981 | 188  | 86   |
| 3  | Stati Uniti (bandiera) | G     | Julius Hodge      | 1983 | 201  | 95   |
| 5  | Stati Uniti (bandiera) | A     | Scott Merritt     | 1982 | 208  | 111  |
| 6  | Stati Uniti (bandiera) | A     | Jamar Smith       | 1980 | 206  | 107  |
| 7  | Stati Uniti (bandiera) | G     | Ramel Curry       | 1980 | 191  | 86   |
| 14 | Stati Uniti (bandiera) | A     | Andre Emmett      | 1982 | 196  | 104  |
| 15 | Stati Uniti (bandiera) | G     | Ben Adams         | 1979 | 185  | 85   |
| 21 | Stati Uniti (bandiera) | A     | Marcus Fizer      | 1978 | 206  | 119  |
| 22 | Stati Uniti (bandiera) | G     | Derrick Zimmerman | 1981 | 191  | 88   |
| 24 | Stati Uniti (bandiera) | G     | Gerald Fitch      | 1982 | 191  | 85   |
| 25 | Stati Uniti (bandiera) | G     | Alex Scales       | 1978 | 193  | 84   |
| 32 | Stati Uniti (bandiera) | G     | Julius Hodge      | 1983 | 201  | 95   |
| 33 | Stati Uniti (bandiera) | AP    | Omar Thomas       | 1981 | 195  | 101  |
| 34 | Stati Uniti (bandiera) | A     | Ezra Williams     | 1980 | 193  | 107  |
| 42 | Stati Uniti (bandiera) | C     | Jeff Hagen        | 1982 | 213  | 122  |
| 44 | Stati Uniti (bandiera) | C     | Anthony Fuqua     | 1983 | 210  | 102  |

## Staff tecnico
- Allenatore: Dennis Johnson
- Vice-allenatore: Bryan Gates
- Preparatore atletico: Kristin Nicholson